# Estadio Carlos Augusto Mercado Luna
El Estadio Carlos Augusto Mercado Luna también conocido como Estadio de Vargas, es un estadio de fútbol ubicado en la ciudad de La Rioja, Argentina. El estadio inaugurado en 1959 posee una capacidad de 30.000 espectadores. Es utilizado por los clubes locales Américo Tesorieri y Andino, ambos integrantes de la Liga Riojana de Fútbol, para sus partidos importantes.

## Remodelación
El estadio tras ser sometido a una amplia remodelación, fue reinaugurado el 19 de mayo de 2019. Las obras que se extendieron durante años incluyeron la construcción de las tribunas Este, Norte y Sur que sumadas a las ya existentes tribuna central cubierta y las tradicionales populares, más las plateas, permite albergar unos 30 mil espectadores.
Además de un nuevo césped, se remodelaron los vestuarios para el cuadro local, visitantes y árbitros, nuevos sanitarios, sala antidopaje, refacción de túneles de acceso, nuevos bancos de suplentes, construcción de cabinas de transmisión de radio y televisión con su respectivo equipamiento para los medios de prensa, y la construcción de 2 módulos de palcos vip en gradas de platea baja, con su respectivo equipamiento. Se construyeron además las cuatro torres de iluminación.
En el partido re-inaugural el 19 de mayo de 2019, Arsenal de Sarandí se midió contra un combinado de fútbol de La Rioja venciendo por 2-0, con goles convertidos por Lucas Necul, a los 19 minutos del primer tiempo y por el ingresado en la segunda etapa, Leonardo Marchi, a los 40 minutos del período complementario.

## Eventos
- Partidos jugados en el estadio por Copa Argentina.

| Fecha                    | Evento                 | Equipo 1               | Resultado     | Equipo 2                |
| ------------------------ | ---------------------- | ---------------------- | ------------- | ----------------------- |
| 14 de noviembre de 2019  | Copa Argentina 2018-19 | Central Córdoba (SdE)  | 1 – 0         | Lanús                   |
| 5 de abril de 2022       | Copa Argentina 2022    | Central Córdoba (SdE)  | (3) 0 – 0 (4) | Gimnasia y Esgrima (J)  |
| 27 de abril de 2022      | Copa Argentina 2022    | Quilmes                | 2 – 0         | San Martín (T)          |
| 25 de mayo de 2022       | Copa Argentina 2022    | Platense               | (1) 1 – 1 (4) | Belgrano (C)            |
| 8 de junio de 2022       | Copa Argentina 2022    | Ferro Carril Oeste     | 0 – 1         | Boca Juniors            |
| 15 de junio de 2022      | Copa Argentina 2022    | Gimnasia y Esgrima (J) | 1 – 0         | Racing (C)              |
| 28 de septiembre de 2022 | Copa Argentina 2022    | Patronato              | (4) 2 – 2 (3) | River Plate             |
| 26 de abril de 2023      | Copa Argentina 2023    | Belgrano               | 2 – 0         | Independiente Rivadavia |
| 24 de mayo de 2023       | Copa Argentina 2023    | Central Córdoba (SdE)  | 3 – 0         | Comunicaciones          |
| 6 de junio de 2023       | Copa Argentina 2023    | Talleres (C)           | 2 – 0         | Chacarita Juniors       |
| 10 de septiembre de 2023 | Copa Argentina 2023    | Almagro                | (3) 2 – 2 (4) | Boca Juniors            |